# Darmstadt Rockets
Die Darmstadt Rockets sind ein Base- und Softball-Verein aus Darmstadt und im Hessischen Baseball und Softball Verband (HBSV) organisiert.

## Baseball
Die Darmstadt Rockets wurden 1986 als Baseballverein gegründet, eine Softballabteilung kam erst später hinzu. Seit den Colt 45 Darmstadt waren die Rockets der erste Baseballverein in Darmstadt. Sie spielten ab der Saison 1990 auf dem 6910 Field, einem Baseballfeld, das die Amerikanischen Streitkräfte 1990 im Bereich des ehemaligen Griesheimer Flugplatzes bauen ließen. Der Verein war damals mit 70 Mitgliedern in fünf Mannschaften der größte Baseballverein Hessens.
In der Saison 1990 spielte die erste Mannschaft der Rockets in der 2. Baseball-Bundesliga. In dieser Saison gelang der Aufstieg in die 1. Baseball-Bundesliga, der die Rockets von 1991 bis 1993 angehörten. Die Spielzeit 1991 schlossen die Rockets auf dem dritten Platz hinter den Mannheim Tornados und den Köln Cardinals ab und verpassten so knapp die Play-offs. 1992 und 1993 wurde die reguläre Spielzeit jeweils als Tabellenletzter beendet.
Das 6910 Field wurde vom DBV im Sommer 1993 als nicht ligagerecht eingestuft, weil die Verletzungsgefahr auf dem stark beanspruchten Feld für die Nationalspieler der anderen Mannschaften zu groß sei. Die Darmstadt Rockets mussten daraufhin eine andere geeignete Spielstätte suchen und zogen deshalb ihre Mannschaft aus der 1. Bundesliga zurück. Nachdem sie mehrere Jahre als Gastmannschaft auf fremden Plätzen oder auf Ersatzspielfeldern wie dem Werferfeld im Bürgerpark spielten, schlossen sich die Rockets 1997 als Abteilung dem Postsportverein SV Blau-Gelb Darmstadt e.V. an und bauten das Fußballfeld in Kranichstein zum Base- und Softballfeld aus. Die Baseballer der Rockets spielten seither in der Regionalliga (zuletzt 2005) oder Verbandsliga Hessen, an ihre Spielstärke aus Bundesligazeiten konnten sie nicht wieder anknüpfen.
Im Jahr 2008 spielten die Rockets in einer Spielgemeinschaft mit der Reserve des Lokalrivalen Darmstadt Whippets, deren 1. Mannschaft seit 2009 in der 2. Baseball-Bundesliga spielt und, obwohl im selben Jahr schon sportlich qualifiziert, 2010 auf den Aufstieg in die 1. Bundesliga verzichtete. 2010 spielt die Mannschaft der Rockets wieder eigenständig in der Landesliga Süd.
Aus den Reihen der Darmstadt Rockets gingen zahlreiche Auswahlspieler hervor, die sowohl im Jugend- und Juniorenbereich, als auch bei den Erwachsenen in der Nationalmannschaft spielten. In den Jahren 1995 bis 2005 verließen viele junge Spieler den Verein, da sie wegen der Platzstandards keine Perspektive hatten, wieder höherklassig zu spielen. So waren bei einigen Bundesligamannschaften Spieler zu finden, die ursprünglich bei den Rockets spielten, neben anderen stammen Nils Sliva, Frederik Kraft und Daniel Czekalla aus der Jugend der Darmstädter.

## Softball
Die Softballmannschaft der Darmstadt Rockets spielt 2010 das vierte Jahr hintereinander in der Softball-Bundesliga. Die Mannschaft wurde bis Mitte 2009 von Matthias Neudörfl trainiert, seither ist Katja Sliva als Trainerin verantwortlich. Seit 2007 gehören die Rockets der 1. Softball-Bundesliga an. Am Ende der Saison 2006 wurden in den Relegationsspielen um den Aufstieg in die Bundesliga die Straußberg PeeJays besiegt. Gleich im ersten Jahr schaffte das Team als Vierter der Vorrunde zwar den Einzug in die Play-offs, scheiterte dort aber in der ersten Runde an den Hamburg Knights. 2008 wurde die Mannschaft Fünfter der Vorrunde, musste in die Play-downs und konnte dort dank der Vorrundenergebnisse mit einem einzigen Sieg die Zugehörigkeit zur höchsten Spielklasse sichern. Die Saison 2009 wurde sowohl in der regulären Runde als auch in den Play-downs als Letzter beendet, aber in den Relegationsspielen schafften die Softballerinnen den Klassenerhalt für ihre vierte Spielzeit in der Bundesliga. Die zweite Mannschaft der Rockets spielte 2008 wie die Herren in einer Spielgemeinschaft mit den Darmstadt Whippets unter dem Namen Rocketdogs.